# Wenceslau Braz (ort)
Wenceslau Braz är en ort i Brasilien.   Den ligger i kommunen Wenceslau Braz och delstaten Paraná, i den södra delen av landet, 900 km söder om huvudstaden Brasília. Wenceslau Braz ligger 834 meter över havet och antalet invånare är 15 726.
Terrängen runt Wenceslau Braz är kuperad söderut, men norrut är den platt. Wenceslau Braz ligger uppe på en höjd.
Omgivningarna runt Wenceslau Braz är en mosaik av jordbruksmark och naturlig växtlighet. Runt Wenceslau Braz är det ganska glesbefolkat, med 22 invånare per kvadratkilometer.